# جين بيركو غليسون
جين بيركو غليسون (مواليد 1931) باحثة في علم النفس اللغوي، وأستاذة فخرية في قسم علم النفس والدماغ في جامعة بوسطن. ساعدت المساهمات التي قدمتها في فهم اكتساب اللغة لدى الأطفال، والحبسة، والاختلافات في تطور اللغة بين الجنسين، والتفاعلات بين الطفل ووالديه.
ابتكرت غليسون اختبار واغ، الذي يتضمن عرض صور بأسماء لا معنى لها على الأطفال، وتحفيزهم لإكمالها بعبارات. يُستخدم الاختبار لإثبات امتلاك الأطفال الصغار معرفةً ضمنيةً بالصرف اللغوي. كتب كل من مين ووارتنر أنه «لربما لم يكن لأي ابتكار- بخلاف اختراع المسجل- تأثير جلل على مجال أبحاث لغة الأطفال» إلا أن «واغ» (ذاك الكائن الخيالي الذي رسمته غليسون لاختبار واغ) أصبح «بديهيًا كثيرًا بالنسبة لمعارف علماء النفس اللغوي وأعمالهم، فهو يظهر كثيرًا في الأدبيات الشعبية دون نسب الفضل لمخترعه».

## سيرة الحياة
ولدت جين بيركو لأبوين مجريين مهاجرين إلى كليفلاند في أوهايو. ذكرت عندما كانت طفلة أنها «اعتقدت بأن أيًا ما ننطقه، فإنه ذو معنى بلغة ما». تسبب الشلل الدماغي الذي أصاب أخيها الأكبر بصعوبة في فهم حديثه، وقالت في ذلك: «لطالما كنت التي فهمت ما يقوله، لذا تقربت من اللغة بقدر ما تقربت من أخي. لم أتوجه لدراسة علم النفس اللغوي بدايةً، بقدر توجهي لدراسة الكثير من اللغات التي أحب، النرويجية والفرنسية والروسية ومتفرقات من العربية وما يكفي من الإسبانية لأتمكن من طلب العشاء».
حصلت غليسون بعد تخرجها من مدرسة كليفلاند هايتس الثانوية عام 1949، على درجة البكالوريوس في التاريخ والأدب من كلية رادكليف، ثم ماجستير في اللغويات، ودكتوراه في كل من في اللغويات وعلم النفس بجامعة هارفارد، إذ كانت بين عامي 1958 و1959 زميلة ما بعد الدكتوراه في معهد ماساتشوستس للتكنولوجيا. أشرف عليها المؤسس في مجال اكتساب اللغة عند الأطفال روجر براون في كلية الدراسات العليا. تزوجت في يناير 1959 من عالم الرياضيات من جامعة هارفارد أندرو جليسون، وأنجبا ثلاث بنات.
أمضت غليسون معظم مسيرتها المهنية في جامعة بوسطن، حيث شغلت منصب رئيسة قسم علم النفس ومديرة برنامج الدراسات العليا في اللغويات التطبيقية. كانت ليز مين وهارولد جودجلاس من بين المتعاونين معها هناك.
كانت باحثة زائرة في كل من جامعة هارفارد، وجامعة ستانفورد، ومعهد اللغويات التابع لأكاديمية العلوم المجرية. استمرت في المشاركة في الأعمال البحثية، رغم تقاعدها رسميًا وتركها للتدريس.
كانت غليسن المؤلفة أو المشاركة في كتابة حوالي 125 ورقة بحثية عن تطور اللغة لدى الأطفال، وفقدان اللغة، والحبسة، وعن النوع الاجتماعي والجوانب الثقافية لاكتساب اللغة واستخدامها، كما كانت محررة/مساعدة محرر لكتابين مدرسيين شائعا الاستخدام، هما تطور اللغة (الطبعة الأولى 1985، الطبعة التاسعة 2016) وعلم النفس اللغوي (1993). وهي زميلة في الجمعية الأمريكية للتقدم العلمي وفي الجمعية الأمريكية لعلم النفس، وكانت رئيسة الرابطة الدولية لدراسة لغة الأطفال بين عامي 1990 و1993، ورئيسة جمعية تقاليد الغجر بين عامي 1996 و1999. عملت أيضًا في هيئات تحرير العديد من المجلات الأكاديمية والمهنية وكانت محررة مشاركة للغة بين عامي 1997 و1999.
ذُكرت غليسون في كتاب ما وراء السقف الزجاجي: أربعون امرأة شكلت أفكارهن العالم الحديث (1996). نُشر كتاب تكريمي على شرفها في عام 2000 وكان بعنوان أساليب لدراسة الإنتاج اللغوي. حصلت في عام 2016 على دكتوراه فخرية في العلوم من كلية واشنطن وجيفرسون عن مسيرتها «كرائدة في مجال علم النفس اللغوي» وحصلت في عام 2017 على جائزة روجر براون من الرابطة الدولية لدراسة لغة الأطفال، تقديرًا «لمساهمتها المتميزة في المجتمع الدول لدراسات لغة الأطفال».
باتت تلقي اعتبارًا عام 2007، خطابا الترحيب والاختتام في الاحتفالات السنوية لجائزة نوبل للحماقة العلمية.

## أبحاث مختارة

### التفاعلات بين الطفل والوالدين
بحثت أوراق أخرى من أوراق غليسون المبكرة بعنوان «الآباء والغرباء الآخرون: خطاب الرجال للأطفال الصغار» (1975) في الاختلافات بين تفاعل الآباء والأمهات المنطوق مع أطفالهم، وذلك باستخدام البيانات التي جمعت من سيدتان ومعلمان من معلمي الحضانة وذلك في جامعة كبيرة، وكذلك من قبل ثلاث أمهات وثلاثة آباء، ومعظمها أثناء العشاء العائلي. ومن بين الاستنتاجات الأخرى، وجدت هذه الدراسة ما يلي:
- استخدمت الأمهات تراكيب أقل تعقيدًا في التحدث إلى أطفالهن مقارنةً بالآباء.
- استخدمت الأمهات تراكيب أطول وأكثر تعقيدًا في التحدث إلى طفلهن الأكبر مقارنة بأطفالهن الأصغر.
- أصدر الآباء أوامر أكثر بكثير من الأمهات، وكذلك الكثير التهديدات والمضايقات في طريقة المناداة.

عكست لغة الآباء أيضًا الأدوار الجندرية التقليدية في الأسرة (كما هو الحال عندما يلعب الأب مع ابنه، ولكنه يُرسل إلى الأم عند الحاجة إلى تغيير الحفاضات).
استخدم معلمو ومعلمات الحضانة في المقابل، لغة متشابهة من حيث الكمية والنوعية، مع التركيز على الحوار القائم على الحاضر وعلى الاحتياجات الفورية للأطفال. تضمنت الاختلافات ميل المعلمين إلى مخاطبة الأطفال بالاسم أكثر من المعلمات، وأن المعلمين ألزموا الأطفال بواجبات أكثر مما فعلته المعلمات.

### اكتساب النمطيات عند الأطفال
شملت أبحاث غليسون دراسة اكتساب الأطفال للنمطيات، أي الأجزاء المعيارية من اللغة (أو اللغة المصحوبة بالإيماءات) المتوقعة من الجميع حسب الثقافة، مثل التحية والوداع والتعبير عن الشكر. كانت غليسون من أوائل الذين درسوا اكتساب التهذيب، واستخدام الأطفال الناطقين باللغة الإنجليزية لنمطيات مثل شكرًا، ومن فضلك، وأنا آسف. درس الباحثون في هذا المجال منذ ذلك الحين كلًا من النمطيات اللفظية وغير اللفظية، وتطور نمطيات التهذيب في مجموعة متنوعة من الثقافات واللغات.